# Metoposcopa sagittalis
Metoposcopa sagittalis là một loài bướm đêm trong họ Noctuidae.